# Thomas Cook

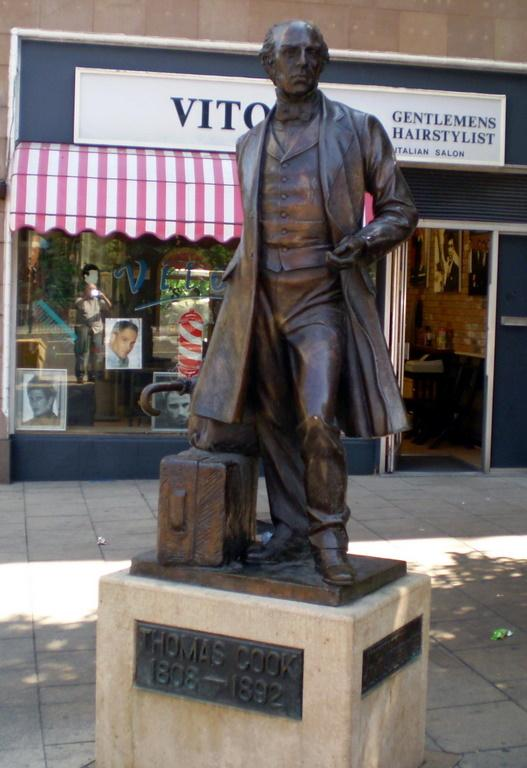
Staty av Thomas Cook i Leicester.

Thomas Cook, född 22 november 1808 i Melbourne i Derbyshire, England, död 18 juli 1892 i Knighton, Leicester i England, var grundare av världens första resebyrå.
Cook började arbeta vid 10 års ålder och arbetade som trädgårdshjälpreda och träsvarvare i Melbourne innan han blev tryckare i Loughborough. Vid 20 års ålder blev han evangelist och bypredikant inom baptiströrelsen i grevskapet Rutland, men fortsatte med träsvarveriet. 1836 blev han helnykterist och aktiv i nykterhetsrörelsen. Han tryckte på egen bekostnad flera nykterhetsskrifter, bland annat Children’s Temperance Magazine (1840), som var den första av sitt slag i England. Sommaren 1841 skulle ett stort nykterhetsmöte hållas i Loughborough och Cook fick då idén att övertyga Midland Counties Railway att köra ett särskilt tåg från Leicester till detta möte. Järnvägsbolaget gick med på idén och 5 juli reste 570 passagerare tur och retur från Leicester till Loughborough för en shilling per person. Cook var dock inte först med att ordna en utflykt per järnväg, utan en del klubbar, sällskap och kyrkor hade genomfört sådana resor för sina medlemmar under de föregående åren.
Efter denna resa, som fick betydande uppmärksamhet, fick Cook många förfrågningar om att organisera liknande utflykter med järnväg. Han fortsatte med liknande aktiviteter somrarna 1842–1844. Efter att 1844 ha ingått ett arrangemang med Midland Railway om att ställa tåg till hans förfogande ordnade han 1845 en mer omfattande resa, från Leicester till Liverpool och tillbaka, med möjlighet att besöka Isle of Man, Dublin och kusten i Wales. Därefter följde en resa till Skottland i Cooks regi.
Londonutställningen 1851 gav ytterligare skjuts till reseintresset, och Cooks resor bidrog med 165000 besökare till utställningen. 1856 genomförde Cook sin första rundtur i Europa. Utlandsresorna blev en större del av Cooks verksamhet från 1863 när det skotska järnvägarna slutade samarbeta med honom. Han började med turer till Schweiz 1863 och till Italien 1864. Till denna tid hade "Cook’s tourists" genomförts med personlig närvaro av arrangören, men han började nu att bli ombud för försäljning av engelska och utländska biljetter, där biljettinnehavarna reste på egen hand. 1865 erbjöds resor till nästan hela Europa och 1866 tillkom USA. För att underlätta för besökare till Världsutställningen i Paris 1867 hyrde Cook ett hotell där och inledde samma år sitt system med hotellkuponger, som erbjöd boende till fast pris. 1869 utökades verksamheten med turer till Palestina och därefter ytterligare destinationer i regionen. Thomas Cooks son John Mason Cook (1834–1899) blev 1870 av Khedivatet Egypten utsedd till ombud för passagerartrafiken på Nilen. Resebyråns resor till Orienten var i slutet på 1800-talet mycket populära och inkluderade allt från tolk och transportmedel till tält.
Fransk-tyska kriget 1870–1871 förväntades bli negativt för turismnäringen, men kom istället att leda till ett uppsving för researrangörerna eftersom resenärer efterfrågade mer komplicerade biljetter till södra Europa utan att korsa de krigförande länderna. Direkt efter krigets slut besökte en grupp av amerikanska frimurare Paris under John Mason Cooks ledning och blev föregångarna till den senare omfattande amerikanska turismen dit. Vid början av 1872 blev sonen John Mason Cook formellt partner i resebyrån, som då fick namnet Thomas Cook & Son.
Några år efter att Suezkanalen hade öppnats genomfördes den första sällskapsresan jorden runt, som varade i 222 dagar, med avgång 26 september 1872. Runt 1874 lanserade han Circular Notes som blev en föregångare till resecheckarna.
Efter John Mason Cooks död 1899 ärvdes resebyrån av hans tre söner och förblev i familjens ägo fram till 1928. År 2002 köptes företaget upp av det tyska C & N Touristic AG, som ägs av Lufthansa och varuhuskedjan Karstadt. Företaget Thomas Cook Group gick i konkurs 2019.